# Премия Дарвина
Премия Дарвина (англ. Darwin Awards) — виртуальная антипремия, ежегодно присуждаемая лицам, которые наиболее глупым способом умерли или потеряли способность иметь детей и в результате лишили себя возможности внести вклад в генофонд человечества, тем самым потенциально улучшив его. Наличие детей не является препятствием для присуждения премии, поскольку дети имеют шанс не унаследовать дефективные гены от родителя. Изначально была основана на сюжетах современных городских легенд, распространяемых как интернет-фольклор.
Официально награда вручается за «исключение ущербных генов из генофонда человечества» и в ряде случаев может присуждаться живым людям, потерявшим репродуктивные способности в результате нелепого несчастного случая, произошедшего по их собственной глупости.

## Название
Премия названа в честь Чарльза Дарвина — популяризатора естественного отбора в качестве основного механизма эволюции. Хотя премия присуждается за «защиту генофонда», фатальная глупость её победителей была не врождённой, а социально обусловленной, поэтому говорить о прогрессе генофонда человечества в данном случае некорректно.

## История
Первое упоминание Премии Дарвина фиксируется 7 августа 1985 г., то есть еще на заре развития Интернета, почти за 10 лет до появления сайта DarwinAwards.com. В этот день пользователь группы Юзнета net.bizarre с ником Andy открыл новую тему с названием «Darwin Awards». В ней он оставил сообщение о том, что это за премия и кому её присуждают.
Истории об обладателях Премии Дарвина зародились как одно из явлений интернет-фольклора. Со второй половины 1980-х гг. они распространялись в группах Юзнета и в электронной переписке, хотя никакой Премии на тот момент не существовало. С мая 1991 г. исследователями фиксируется распространение типовых электронных писем про победителей Премии Дарвина, где перечисляется несколько историй наиболее нелепых смертей отчетного года, отсортированных от более банальных к самым невероятным. Тема письма обычно обозначалась как «1999 Darwin Awards», а содержание было структурировано по достаточно жесткому канону: сначала шло обращение к читателям с кратким напоминанием, что такое Премия Дарвина и кому она вручается, потом могли быть краткие примеры историй о победителях Премии прошлых лет, а затем следовал цикл историй номинантов этого года, который заканчивался рассказом о победителе. Набор сюжетов, которые попадали в электронные письма про Премию Дарвина, оказывался достаточно стабильным, так что одна и та же история могла появляться в этих письмах из года в год.
В начале 1990-х гг. стали появляться энтузиасты, которые начали коллекционировать подобные истории и выкладывать эти коллекции в Сети. Одним из таких людей была молекулярный биолог Венди Норткатт (англ. Wendy Northcutt), впервые получившая электронное письмо про Премию Дарвина в 1993 г., когда работала в исследовательской лаборатории в Стэнфордском университете. В 1994 г. Венди Норткатт создала на сервере университета интернет-страничку, куда выложила собранную коллекцию историй про победителей Премии Дарвина. Страница стала пользоваться такой популярностью, что вскоре ее создательница зарегистрировала сайт DarwinAwards.com и самовольно объявила его официальным сайтом Премии Дарвина. К 1999 г. Венди Норткатт бросает науку и начинает работать над тем, чтобы сделать из Премии Дарвина прибыльный бизнес. Так как многочисленные посетители сайта прямого дохода не приносили, его владелица решила сделать на основе историй, которые ей присылали посетители, развлекательную книгу. В 2000 г. книга Венди Норткатт «Премия Дарвина: Эволюция в действии» вышла в свет и стала международным бестселлером. С тех пор она стала выпускать по книге из серии «Премия Дарвина» раз в год, причем многие из этих книг имели успех не только в США, но и в других странах мира. В 2006 г. вышла в свет чёрная комедия Финна Тейлора «Премия Дарвина», снятая по мотивам материалов сайта. Венди Норткатт продолжает выпускать книги и осуществляет продажу сувенирной продукции через интернет-магазины и интернет-аукционы. 90 % присылаемых историй о кандидатах на премию публикуются на сайте, ещё 10 % только в книгах. Сейчас это одна из крупнейших в мире юмористических франшиз с более 1,5 млн проданных копий книг.

## Правила
У премии нет жюри. Есть пять требований к кандидатам на Премию Дарвина:
1. размножение — сделанная кандидатом глупость лишила его возможности произвести потомство;
2. совершенство — сделанная кандидатом глупость была выдающейся;
3. самостоятельность — глупость кандидат сделал добровольно и только над собой;
4. дееспособность — кандидат по возрасту и психическому состоянию мог принимать ответственные решения;
5. правдивость — история кандидата подтверждается надёжным источником.

Пятое правило стало личным вкладом Норткатт в развитие премии и перевело многие популярные истории о фатальной глупости в разряд городских легенд. Такие легенды вынесены на сайте премии в отдельный конкурс. Именно городские легенды стали основой для организации премии как коммерческого проекта. Сюжеты современного фольклора, связанные с Премией Дарвина, были подробно проанализированы в научной статье российского фольклориста Михаила Алексеевского «Автомобиль с ракетным двигателем: механизмы распространения городских легенд в Интернете» (2012).
Пример городской легенды, связываемой с премией:

В 1998 году весь Интернет облетела история про немецкого служителя зоопарка, который дал слону, страдавшему запором, мощную дозу слабительного, а затем попытался сделать клизму. В этот момент лечение возымело действие так, что несчастный был сбит с ног, при падении ударился головой, потерял сознание и вскоре задохнулся, утонув в слоновьих фекалиях.
Многие отечественные издания до сих пор продолжают включать историю про Фридриха Ризфельдта и слона Стефана в свои статьи о Дарвиновской премии. Действительно, сложно придумать более глупую и нелепую смерть. Проблема лишь в том, что ничего подобного в действительности не происходило. Впервые эта байка была опубликована в 1998 году в американской бульварной газете «Weekly World News», которая известна тем, что большую часть материалов полностью выдумывает (например, сообщает, что Хилари Клинтон тайно усыновила маленького инопланетянина, а президента Джорджа Буша убедил начать войну в Ираке призрак Линкольна). С тех пор байка про зоотехника Ризфельдта из немецкого Падерборна продолжает бродить по свету, хотя дотошные исследователи уже выяснили, что в этом городе никогда не было зоопарка.
— Михаил Алексеевский, «Премия Дарвина: Бизнес на смерти идиотов»

### Исключения
Известен случай присуждения Премии Дарвина вору, убегавшему от погони и самолично по невнимательности перелезшему за забор тюрьмы. В этом случае произошла не утрата репродуктивных способностей организма, а только потеря возможности её использования.
Второе исключение — пожилой бельгийский инженер, которому простили даже наличие 14 детей и 37 внуков. Он был убит одной из смертельных ловушек, которые самостоятельно установил в своём доме, проиграв суд за этот дом одной из своих дочерей и опасаясь выселения.
Третье исключение:

в 1982 году Ларри Уолтерс, житель Лос-Анджелеса, решил осуществить давнюю мечту — полететь, но не на самолёте. Он изобрёл собственный способ путешествовать по воздуху. Уолтерс привязал к удобному креслу сорок пять метеорологических шаров, наполненных гелием, каждый из которых имел метр в диаметре. Он уселся в кресло, взяв запас бутербродов, пиво и дробовик. По сигналу его друзья отвязали верёвку, удерживавшую кресло. Ларри Уолтерс собирался плавно подняться всего на тридцать метров, однако кресло как из пушки взлетело на пять километров.
Совершенно окоченевший Уолтерс не рискнул стрелять по шарам на такой высоте, чтобы спуститься. Горе-воздухоплавателя долго носило в облаках, пока наконец радары лос-анджелесского аэропорта не засекли его. Уолтерс всё-таки решился выстрелить в несколько шаров и сумел спуститься на землю. Но веревки, на которых висели сдутые шары, запутались в высоковольтных проводах, что вызвало короткое замыкание. Целый район Лонг-Бич остался без электричества.
Когда Уолтерс оказался на земле, его немедленно арестовали. На вопрос полицейских: «Зачем вы это сделали?», — он ответил: «Ну нельзя же всё время сидеть без дела».
— Бернард Вербер, «Тайна Богов»
Этот случай был показан в кинокомедии «Особенности национальной охоты в зимний период» — незапланированный полёт Лёвы Соловейчика с ружьём на стуле с «выталкивающей силой» из трёх шаров метеозонда.